# Ostrówek (gemeente in powiat Lubartowski)
De gemeente Ostrówek is een landgemeente in het Poolse woiwodschap Lublin, in powiat Lubartowski.
De zetel van de gemeente is in Ostrówek.
Op 30 juni 2004 telde de gemeente 4156 inwoners.

## Oppervlakte gegevens
In 2002 bedroeg de totale oppervlakte van gemeente Ostrówek 89,99 km², waarvan:
- agrarisch gebied: 76%
- bossen: 16%

De gemeente beslaat 6,97% van de totale oppervlakte van de powiat.

## Demografie
Stand op 30 juni 2004:
| Omschrijving                   | Totaal | Totaal | Vrouwen | Vrouwen | Mannen | Mannen |
| ------------------------------ | ------ | ------ | ------- | ------- | ------ | ------ |
| eenheid                        | aantal | %      | aantal  | %       | aantal | %      |
| inwoners                       | 4156   | 100    | 2142    | 51,5    | 2014   | 48,5   |
| bevolkingsdichtheid (inw./km²) | 46,2   | 46,2   | 23,8    | 23,8    | 22,4   | 22,4   |

In 2002 bedroeg het gemiddelde inkomen per inwoner 1224,24 zł.

## Administratieve plaatsen (sołectwo)
Antoniówka, Babczyzna, Cegielnia, Dębica, Dębica-Kolonia, Jeleń, Kamiennowola, Leszkowice, Luszawa, Ostrówek, Ostrówek-Kolonia, Tarkawica, Zawada, Żurawiniec, Żurawiniec-Kolonia.

## Aangrenzende gemeenten
Czemierniki, Firlej, Kock, Lubartów, Niedźwiada, Siemień